# Gefecht bei Hoogstraten
Frühjahrsfeldzug 1813
Lüneburg – Möckern – Halle – Großgörschen – Gersdorf – Bautzen – Reichenbach – Nettelnburg – Haynau – Halberstadt – Luckau
Herbstfeldzug 1813

Großbeeren – Katzbach – Dresden – Hagelberg – Kulm – Dennewitz – Göhrde – Altenburg – Wittenberg – Wartenburg – Liebertwolkwitz – Leipzig – Torgau – Hanau – Hochheim – Danzig
Winterfeldzug 1814

Épinal – Colombey – Brienne – La Rothière – Champaubert – Montmirail – Château-Thierry – Vauchamps – Mormant – Montereau – Bar-sur-Aube – Soissons – Craonne – Laon – Reims – Arcis-sur-Aube – Fère-Champenoise – Saint-Dizier – Claye –  Paris
Sommerfeldzug von 1815

Quatre-Bras – Ligny – Waterloo – Wavre – Paris
Das Gefecht bei Hoogstraten fand am 11. Januar 1814 im heutigen Belgien bei Hoogstaten statt. Das preußische III. Armeekorps unter Bülow wurde Ende Dezember 1813 von britischen Truppen unter Thomas Graham verstärkt und marschierten durch die Niederlande gegen Frankreich.

## Vorgeschichte
Nach der Niederlage in Leipzig musste sich Napoleon Bonaparte bis über den Rhein zurückziehen, ehemalige Verbündete fielen von ihm ab. Der Vormarsch Bülows hatte die Franzosen veranlasst die Festung Breda zu räumen. Noch am gleichen Tag an dem die Franzosen Breda räumten, erreichten Kosaken die Festungen und nahmen sie in Besitz.
Napoleon befahl seinem General François Roguet, die Festung wieder zu besetzen. Dazu erhielt er die 3. Division der Jungen Garde mit 6000 Mann sowie eine Kavalleriedivision der Jungen Garde unter Charles Lefebvre-Desnouettes dazu ein Linien-Regiment unter Jean-Jacques Ambert mit etwa 900 Mann, die Breda am 9. Dezember verlassen hatten. Der Versuch, die Festung wieder zu erobern, misslang. Der russischen General Benckdorff verteidigte mit seinen 500 Mann am 21. und auch 22. Dezember die Festung geschickt. Als am dritten Tag dann die Brigade Krafft die Festung erreichte, zogen sich die Franzosen auf Hoogstraten – ca. 5 Std. von Antwerpen entfernt – zurück.

## Gefecht bei Hoogstraten
Der Plan von Bülow sah vor, die Truppen in der Umgebung von Hoogstraten von Antwerpen abzuschneiden und wenigstens dahin zurückzudrängen. Dafür wurden drei Kolonnen gebildet. Die erste Kolonne unter Generalleutnant von Borstel sollte die Franzosen aus Hoogstraten vertreiben. Die zweite Kolonne unter Generalmajor Heinrich Ludwig von Thümen startete in Zundert und sollte die Dörfer Woestwesel (Wuustwezel) und Lohnhut (Loenhout, Ortsteil von Wuustwezel) nehmen. Die dritte Kolonne unter von Oppen sollte die Franzosen umgehen und von Antwerpen abschneiden. General Graham zog zur Ablenkung mit den Engländern von Rosendael (Roosendaal) nach Merrhem (Merksem ?) und damit Richtung Antwerpen.
Die erste Kolonne griff gegen 8:00 Uhr morgens an. Der Angriff wurde von der 5. Brigade und dem Korps des Oberst Sydow (1 Bataillon, 10 Eskadron, 16 Kanonen) unterstützt. Das Gelände machte aber das Vorankommen schwierig und die Kavallerie und Artillerie konnten wenig ausrichten. Besonders das auf dem Kirchhof von Minderhout (heute Vorort von Hoogstraten in Richtung Breda) postierte 12. leichte Infanterieregiment wehrte sich tapfer, musste aber weichen und gegen 12:00 Uhr war der Ort erobert. Die Franzosen zogen sich nach Ostmalle zurück, wo sie auf dem Weg von Antwerpen nach Turnhout wieder Stellung bezogen. Der Generalleutnant folgte, aber da er nichts von den anderen Kolonnen hörte, wartete er vor Ostmalle ab. Die erste Kolonne hatte ca. 400 Mann an Toten und Verwundeten sowie 1 Offizier tot und 15 verwundet.
Die zweite Kolonne war um 7:00 Uhr in Zundert abmarschiert und hatte die verschanzten Franzosen angegriffen. Die verließen aber bald ihre Stellungen und zogen sich nach Brechten (Brecht) zurück, von den Preußen verfolgt. Bei der Windmühle von Lohnhut trafen sich die 6 angreifenden Bataillone. Bei den Gefechten waren 2 Offiziere und 20 Mann gefallen. Ein Hauptmann und 80 Mann der französischen Armee gerieten in Gefangenschaft.
Die dritte Kolonne hatte wenig Glück und wurde durch schwieriges Gelände aufgehalten. Daher konnte sich der General Roguet über Ost- und Westmalle Richtung Antwerpen zurückziehen. Dennoch gelang es, mehr als 500 Franzosen gefangen zu nehmen.
Das französische Korps kam nach seinem Rückzug bis Wynegham (Wijnegem), wo es am 13. Januar gestellt wurde.

### Beteiligte Einheiten

#### Brigade Borstell
- Chef: Generalleutnant Karl Leopold Ludwig von Borstell
- Kommandant: Oberstleutnant von Schon

- Infanterie
  - 1. Pommerisches Infanterieregiment
  - 2. Reserve Infanterieregiment
  - 2. Kurmärkisches Landwehr Infanterieregiment
  - Freiwillige Jäger Von Reiche
  - Elb-Landwehr-Regiment
- Kavallerie
  - 1. Pommersches Husarenregiment
- Artillerie
- 6-Pfündige Schwere Batterie zu Fuß Nr. 10

#### Brigade Thümen
- Chef:Generalmajor Heinrich Ludwig von Thümen
- Kommandant: Oberst von Stutterheim

- Infanterie
  - 4. Ostpreußisches Infanterieregiment
  - 5. Reserve Infanterieregiment
  - 2. Pommerisches Landwehr Infanterieregiment
- Kavallerie
  - Ostpreußisches Jägerbataillon
  - 1. Pommerisches Nationales Landwehr Kavallerieregiment
- Artillerie
- 6-Pfündige Schwere Batterie zu Fuß Nr. 6

#### Brigade Oppen
- Chef:Generalleutnant Adolf Friedrich von Oppen

- 1. Brigade
  - Dragonerregiment Königin
  - Brandenburgisches Dragonerregiment
  - 2. Westpreußisches Dragonerregiment

- 2. Brigade
  - 2. Westpreußische Ulanenregiment
  - 2. Schlesischen Husarenregiment
  - Pommerisches National Kavallerieregiment

- 3. Brigade
  - 2. Kurmärkisches Landwehr Kavallerieregiment
  - 4. Kurmärkisches Landwehr Kavallerieregiment

#### Stellung der Franzosen
- François Roguet mit 7000 Mann Junge Garde bei Hoogstraten
- Jean-Jacques Ambert mit 5000 Mann in Turnhut[4]
- Charles Lefebvre-Desnouettes mit 5000 Mann zwischen Turnhut und Brecht

## Folgen
Die Franzosen zogen sich nach diesem und dem Gefecht bei Wyneghem (13. Januar) nach Antwerpen zurück und überließen damit Brabant den Alliierten. Das III. Armeekorps unter Bülow war zwar zu schwach, eine Belagerung von Antwerpen durchzusetzen. Es gelang eine Blockade der Stadt und vor allem des Hafens. Am 8. Februar konnte Bülow in Brüssel einmarschieren.